# جاناتان جکسون (هنرپیشه)
جاناتان جکسون (انگلیسی: Jonathan Jackson؛ زادهٔ ۱۱ مهٔ ۱۹۸۲) یک هنرپیشه اهل ایالات متحده آمریکا است. وی از سال ۱۹۹۳ میلادی تاکنون مشغول فعالیت بوده‌است.
از فیلم‌ها یا برنامه‌های تلویزیونی که وی در آن نقش داشته است می‌توان به بی‌خوابی، تاک ابدی، رقص کثیف ۲، اندوهی به وسعت اقیانوس، روی لبه و کمپ ناکجاآباد اشاره کرد.